# Wallaceodoxa raja-ampat
Wallaceodoxa raja-ampat ist eine auf den Raja-Ampat-Inseln vor Neuguinea heimische Palmenart, sie ist der einzige Vertreter der damit monotypischen Gattung Wallaceodoxa. Sie ist nach dem englischen Naturforscher Alfred Russel Wallace (1823–1913) benannt.

## Merkmale

### Merkmale der Gattung
Wallaceodoxa ist eine mäßig robuste, solitäre, unbewehrte, baumförmige Palme. Sie ist einhäusig getrenntgeschlechtig (monözisch) und mehrmals blühend (pleonanth). Der Stamm ist aufrecht, grob rissig, weißlich braun, die Knoten sind unauffällig.

#### Blätter
Die Blätter sind gefiedert, hängend, die Krone bildet eine Halbkugel. Die Blattscheiden sind röhrig und einen deutlichen Kronenschaft. Die Scheiden sind adaxial kahl mit Ausnahme von verstreuten Flecken von weißem flockigem Indument. Abaxial gibt es ein dickes, weißes, wolliges, ausfallendes Indument, das aus sehr feinen, durchscheinenden Fasern mit einem geringeren Anteil an ähnlichen braunen Fasern besteht. Dazwischen stehen zahlreiche große, braun-schwarze gedrehte Haare. Der Blattstiel ist lang, schlank, adaxial gefurcht, abaxial abgerundet und mit einem dichten Indument besetzt, das dem der Blattscheiden gleicht. Die Rhachis ist schlank, bogig und bildet an der Oberseite eine Furche und ist abaxial abgerundet. Das Indument gleicht dem der Blattscheide, nur dass die braun-schwarzen gedrehten Haare zahlreicher sind. Die Fiederblättchen sind regelmäßig angeordnet, fast gegenständig bis alternierend. Sie sind hängend. Sie setzen an der adaxialen Oberfläche der Rhachis an, am Rand der Furche. Sie bilden einen spitzen Winkel und sind einfach gefaltet, mit einer unauffälligen Mittelrippe. Sie sind grün, adaxial blasser, abaxial dunkler und glauk und papierartig. Die basal stehenden Fiederblättchen sind linealisch bis lanzettlich oder leicht sigmoid. Die Spitzen sind leicht prämors. Die mittleren Fiederblättchen sind länglich, etwas lanzeolat, die Enden leicht prämors. Die apikalen Fiederblättchen sind paarig oder einzeln, die Spitzen sind trunkat und ungleich prämors oder gezähnt.

#### Blütenstand
Der Blütenstand steht unter den Laubblättern (infrafoliar), er ist proterandrisch und bis zu dreifach verzweigt (möglicherweise bis zu vierfach). Der Blütenstandsstiel ist lang, eher flach und im Querschnitt leicht elliptisch. Er ist kürzer als die Blütenstandsachse. Er ist hellgrün bis cremefarben mit dichtem, hell- bis dunkelbraunem Indument. Das Vorblatt ist verkahlend, lanzeolat, zweikielig, papieren und cremefarben bis hellgrün. Es schließt den Blütenstand völlig ein, reißt längs auf, wenn sich der Blütenstand entfaltet und fällt vor der Blüte der männlichen Blüten ab. Das erste Hochblatt am Blütenstandsstiel ist verkahlend, länglich, papieren, cremefarben bis hellgrün, mit dicht-wolliger Behaarung zerstreut auf der Oberfläche. Die übrigen Hochblätter sind reduziert zu unauffälligen, horizontalen, narbenartigen Gruben. Die Blütenstandsachse ist hellgrün bis cremefarben. Der basalste Seitenzweig erster Ordnung ist relativ lang. Er verzweigt sich zu einigen Seitenzweigen zweiter Ordnung und dann zu den blütentragenden Seitenzweigen (Rachillae). Die Seitenzweige erster Ordnung stehen weit auseinander. Die Rachillae sind zahlreich, fleischig, nahe der Spitze leicht gebogen und unbehaart. Die Blütentriaden stehen dicht gereiht.

#### Blüten
Die männlichen Blüten sind klein bis mittelgroß, länglich, in der Knospe geschossförmig, und symmetrisch. Die Farbe ist weißlich-cremefarben bis grünlich-weiß. Die drei Sepalen sind frei, stark imbricat und rundlich. Die drei Petalen sind valvat, an der Basis miteinander verbunden, elliptisch mit leicht gerundeter Spitze. Sie sind dick und fleischig, leicht gestreift. Die Farbe ist hellgrün bis cremefarben. Die Staubblätter sind zahlreich (58 bis 64), in der Länge variabel. Die Filamente sind ahlenförmig, viel länger als die Antheren und weiß bis cremefarben. Die Antheren sind pfeilförmig, latrors und cremefarben. Das Pistillodium (steriler Stempel) ist kürzer als die Staubblätter, unregelmäßig ellipsoidisch, gelappt und cremefarben bis dunkelbraun.
Die weibliche Blüte ist etwas kleiner als die männliche. Sie ist ellipsoidisch, hellgrün bis cremefarben und hat zur Anthese eine vervorstehende Narbe. Die drei Sepalen sind stark imbricat, gekielt, abgerundet und leicht asymmetrisch. An der Basis sind sie verdickt. Die drei Petalen sind stark imbricat, elliptisch, leicht gestreift. Die wenigen Staminodien sind unauffällig, häutig, dreieckig und cremefarben bis hellbraun. Das Gynoeceum ist ellipsoidisch, hellgrün bis cremefarben. Die Narbe ist dreiteilig und zur Anthese weiß. Die Samenanlage sitzt basal.

#### Frucht
Die Frucht ist ellipsoidisch, die schwarzen Narbenreste und die Blütenhülle verbleiben bei Reife an der Frucht. Das Exokarp ist glatt, glänzend und dünn. Es ist zunächst hellgrün und wird zur Reife gelb, orange bis rot. Das Mesokarp ist faserig, fleischig, schleim- und tanninhaltig. Die Fasern sind zart bis groß. Das Endokarp ist von sklerifiziertem Grundgewebe umgeben. Das Endokarp selbst ist sehr dünn, knorpelig, im Querschnitt kreisrund, ohne jede Gruben oder Winkel. Es ist strohfarben und besitzt zahlreiche flache, anhaftende Fasern.
Der Samen ist breit ellipsoidisch, ohne Gruben oder Winkel, im Querschnitt ist er rund. Der Nabel (Hilum) ist elliptisch, länglich und reicht von der Basis bis zur Spitze des Samens. Die Raphenäste anostomosieren. Das Endosperm ist tief ruminat. Der Embryo sitzt basal und ist weiß.

### Merkmale der Art
Wallaceodoxa raja-amput ist eine solitäre Palme mit einem bis zu 30 m hohen Stamm. Der Stammdurchmesser beträgt 9–30 cm. Die Internodien tragen unauffällige Blattnarben. Die Stammfarbe ist weißlich-braun. Die Krone besteht aus 11–19 Blättern. Die Blätter sind einschließlich Blattstiel 275-410 cm lang. Die röhrige Blattscheide ist 76-115 cm lang und 16-30 cm breit, verschmälert sich bis 10 cm. Der Kronschaft ist 100-150 cm lang. Der Blattstiel ist 28-50 cm lang, 2,5-3,5 cm breit und an der Basis 1-1,5 cm dick. An jeder Seite der Rhachis stehen 50-85 Fiederblättchen. Die basalen Fiederblättchen sind 41-60 cm lang und 9,5-2,5 cm breit, die mittleren sind 70-114 cm lang und 1-4,5 cm breit, die apikalen Fiederblättchen sind 32-40 cm lang und 0,5-1,5 cm breit.
Der Blütenstand ist 50-100 cm lang und zur Anthese 75-80 cm breit. Der Blütenstandsstiel ist 15-20 cm lang und 4-6 cm dick. Das Vorblatt ist 50-60x7-12 cm groß, das Vorblatt ist ähnlich. Es gibt bis zu 27 Seitenäste erster Ordnung (einschließlich der terminalen Rachilla). Die Rachillae sind zahlreich, 11-18 cm lang, an ihnen stehen 12-15 Blütentriaden pro 5 cm Rachillalänge.
Die männlichen Blüten sind im Knospenzustand kurz vor Anthese 7-7,5x2,5-4 mm groß und weißlich-cremefarben bis grünlich-weiß. Die drei Sepalen sind frei, 3,2-3,5x2,5-3 mm groß. Die drei Petalen sind an der Basis verbunden, 6-6,3x3-3,5 mm groß. Die 58-64 Staubblätter sind 3,5-5 mm lang. Die Staubfäden sind 2,5-3x0,3-0,4 mm groß und weiß. Die Antheren sind 2-2,5x0,5-0,75 mm groß. Das cremefarbene bis braune Pistillodium ist 1-2x0,9-1,2 mm groß und hat 2 bis 3 Lappen, die rund 0,5 mm tief sind und 0,3 mm breit sind.
Die weiblichen Blüten sind kurz vor Anthese 5-6x3,5-4 mm groß und cremefarben bis hellgrün. Die Sepalen sind 3,3-5x3,5-7 mm groß, die Petalen sind hellgrün und 5x6 mm groß. Die 5-7 Staminodien sind 0,4-1x0,2-0,3 mm groß. Das Gynoeceum ist einschließlich Narbe 4-4,5x1,5 mm groß, die Samenanlage rund 1,5x0,8 mm.
Die Frucht ist 17,5-20x10-12 mm groß, zunächst hellgrün und wird dann gelb, orange und rot zur Reife. Das Exokarp ist rund 1 mm dick. Der Samen ist 10-12x9-9,5 mm groß, der Embryo 1,5-2,75x1-1,75 mm.

## Verbreitung und Gefährdung

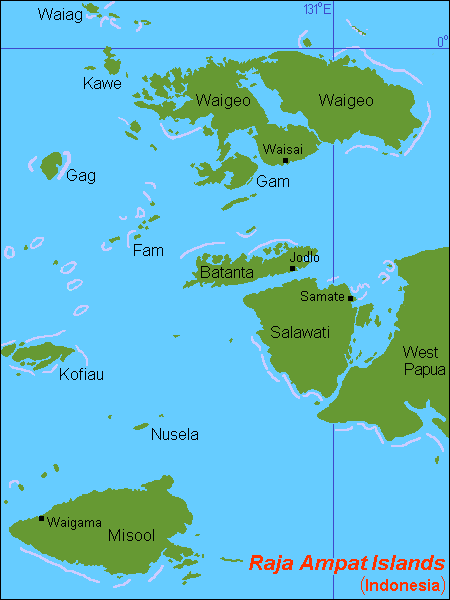
Karte der Raja Ampat-Inseln. Auf Waigeo und Gag kommt Wallaceodoxa raja-ampat vor.

Die Art ist nur von zwei Inseln der Raja-Ampat-Inselgruppe westlich von Neuguinea bekannt: von Waigeo und Gag.
Hier wächst sie im Tiefland-Wald über Kalkstein in bis zu 50 m Seehöhe. Sie wurde vorwiegend in Sekundärwald und stark gestörtem Wald gefunden. Das Vorkommen in alten Gärten wird als Reliktvorkommen angesehen. Häufig kommt sie zusammen mit Areca macrocalyx, verschiedenen Calamus- und Licuala-Arten sowie Heterospathe elata vor.
Der bekannte Bestand auf der Insel Gag ging zwischen 2006 und 2011 von 45 adulten, 32 juvenilen Exemplaren und 129 Keimlingen zurück auf 28 adulte Exemplare und keine Juvenilen oder Keimlinge. Ursachen sind Waldrodungen der lokalen Bevölkerung sowie die Ausweitung von Kokosnuss-Plantagen. 75 % der Fläche von Gag gehören zu einer Nickel-Mine, der Rest besteht großteils aus Kokosnuss-Plantagen und Gärten. Die Subpopulation auf Waigeo ist erst seht 2011 bekannt. Eine erste Bestandsaufnahme in der Stadt Waisai ergab auf 4 km² lediglich 5 adulte, 63 juvenile Exemplare und 378 Keimlinge. Aufgrund dessen, dass die Art auf Kalk-Standorte beschränkt ist, werden nur wenige weitere Exemplare auf Waigeo erwartet. Der Bestand hier ist durch das Wachstum der Stadt Waisai gefährdet.
Wallaceodoxa raja-ampat wurde von den Erstbeschreibern aufgrund des geringen Areals, des Arealrückgangs und der geringen Bestandesgröße als vom Aussterben bedroht (critically endangered) eingestuft.

## Taxonomie und Systematik
Die Gattung Wallaceodoxa wurde 2014 von Charlie Danny Heatubun und William John Baker in Kew Bulletin Band 69 Teil 3, Seite 13 erstbeschrieben.Einzige Art der Gattung ist Wallaceodoxa raja-amput.
Die Gattung Wallaceodoxa wird innerhalb der Familie Arecaceae in die Unterfamilie Arecoideae, Tribus Areceae, Subtribus Ptychospermatinae gestellt.
Die Schwestergruppe von Wallaceodoxa ist die monotypische Gattung Adonidia.
Die Gattung ist nach dem englischen Naturkundler und Entdecker Alfred Russel Wallace benannt. Er hat die Insel Waigeo 1860 besucht. Die Benennung erfolgte in Erinnerung an den 100. Jahrestag von Wallace’ Tod am 7. November 1913. Das Suffix -doxa stammt aus dem Altgriechischen, woraus sich der Name „Zur Ehre von Wallace“ ergibt.
Die Art wurde von Charlie Danny Heatubun 2006 entdeckt. Aufgrund ihrer Merkmale konnte sie zwar leicht der Subtribus Ptychospermatinae zugeordnet werden, jedoch keiner der Gattungen. Erst die molekulargenetische Studie von Elodie Alapetite konnte 2014 zeigen, dass diese Art wie auch drei weitere am besten in je einer monotypischen Gattung beschrieben werden. Die Erstbeschreibung von Art und Gattung erfolgte 2014 durch Heatubun und Baker.
Dieser Einordnung als eigene Gattung folgten auch Dransfield und Baker 2016 in ihrer überarbeiteten Familienklassifikation der Palmen.

## Nutzung
Der Stamm wird als Bodenbelag verwendet. Die Früchte werden als Betelnuss-Ersatz gekaut.

## Belege
- Charlie D. Heatubun, Scott Zona, William J. Baker: Three new genera of arecoid palm (Arecaceae) from eastern Malesia. Kew Bulletin 2014, Band 69, 9525, doi:10.1007/S12225-014-9525-X (Merkmale, Verbreitung und Gefährdung)